# (2512) Tavastia
(2512) Tavastia (1940 GG) – planetoida z pasa głównego asteroid okrążająca Słońce w ciągu 3,36 lat w średniej odległości 2,24 j.a. Odkryta 3 kwietnia 1940 roku.